# Escuela de escalada

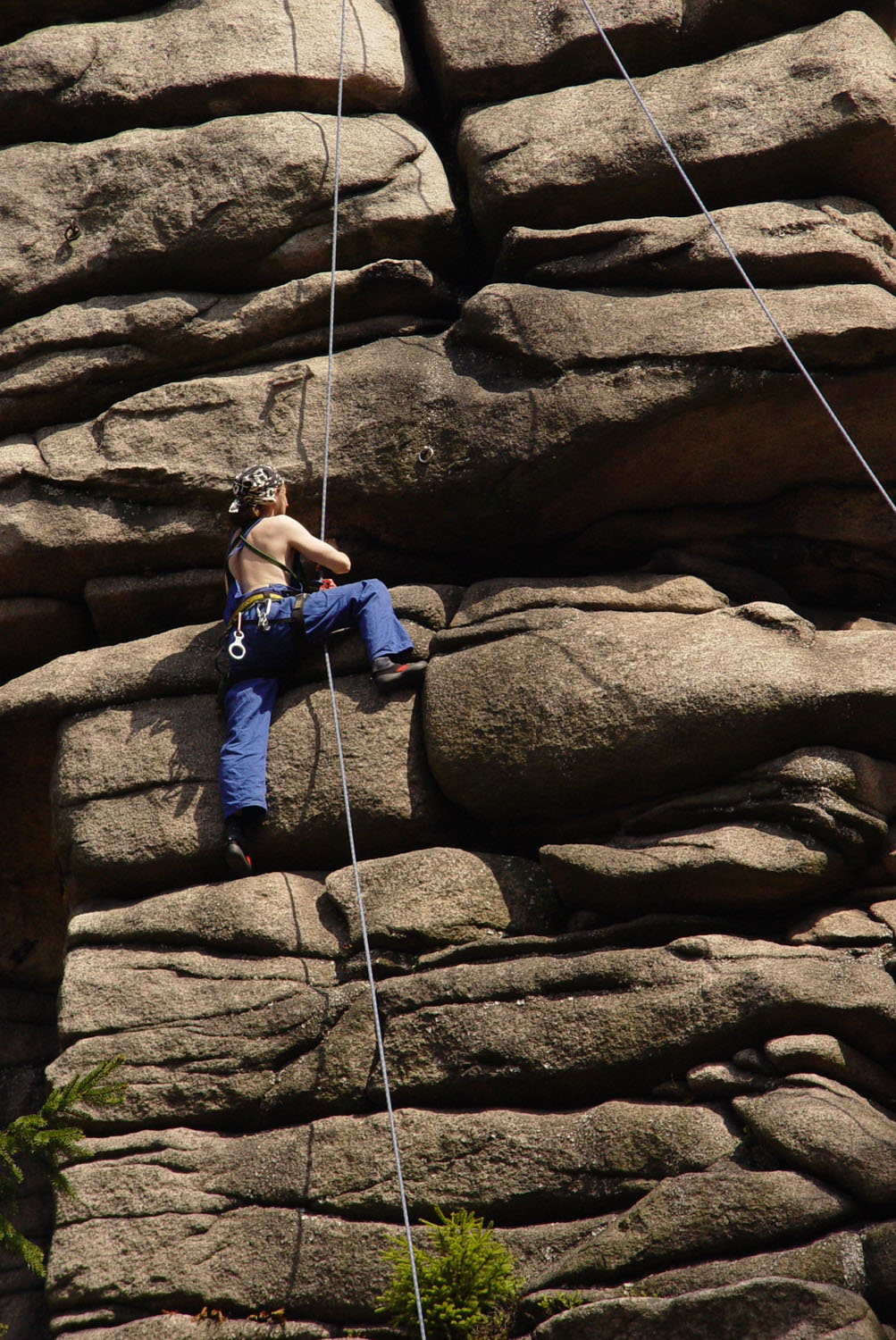
Escuela de escalada, practica de escala

Por escuela de escalada se conoce al lugar que ha sido habilitado para la práctica de la escalada. Se trata de zonas de escalada donde las vías suelen estar equipadas con anclajes fijos (parabolts, buriles, químicos) de manera que se pueda escalar de una forma bastante segura, centrándose en la parte más deportiva de la escalada (ver  escalada deportiva) y olvidando los peligros de la escalada clásica. También son zonas ideales para iniciarse en la escalada en roca. Generalmente son vías bastante cortas (de uno o pocos largos) y cada escuela puede tener desde unas pocas vías hasta varios cientos. 
- Datos: Q1774226
- Multimedia: Climbing gardens / Q1774226